# Глинное (Клинцовский район)
Глинное — опустевший поселок в Клинцовском районе Брянской области, в составе Лопатенского сельского поселения.

## География
Находится в западной части Брянской области на расстоянии приблизительно 12 км на северо-запад по прямой от районного центра города Клинцы.

## История
На карте 1941 года ещё не был отмечен.

## Население
Численность населения: 40 человек (1979), 4 человека (2002), 0 человек (2010), 0 человек (2013).
Будет упразднен как фактически не существующий в связи с переселением всех жителей на постоянное место жительства в другие населённые пункты